# Osteoporoză
Osteoporoza înseamnă "os poros". Până nu demult considerată o stare normală a vârstnicului, osteoporoza este considerată în prezent o boală, caracterizată prin reducerea densității minerale osoase, asociată cu compromiterea structurii osoase trabeculare, ceea ce predispune osul la fractură în urma unui traumatism de mică intensitate sau chiar în lipsa acestuia.
Oasele osteoporotice nu arată, la prima vedere, altfel decât oasele normale. Ele sunt însă mai puțin dense, prin pierdere de substanță osoasă, ceea ce se reflectă în structura lor internă, care este profund afectată - asemenea unei țesături vechi, cu urzeala subțiată și pe alocuri ruptă.
După vârsta de 35 de ani osul pierde în mod continuu din substanța sa, un fenomen normal și natural odată cu înaintarea în vârstă. Această pierdere poate deveni însă o problemă serioasă dacă "rezerva osoasă" inițială a fost prea mică sau dacă pierderea de substanță osoasă se face prea repede. Rezultatul este creșterea riscului de fractură, fie printr-o cădere obișnuită, ca în cazul încheieturii mâinii sau șoldului, fie printr-un efort moderat de ridicare, ca în cazul vertebrelor.

## Definiție
Osteoporoza este cea mai frecventă boală metabolică a osului, cu consecințe devastatoare fizice, psihosociale și economice. Este o boală cronică, progresivă și cu etiologie multifactorială, caracterizată prin reducerea masei osoase și deteriorarea microarhitecturii țesutului osos, cu creșterea fragilității osoase.
Osteoporoza afectează copii, adolescenți și adulți. 
Boala este mult timp silențioasă clinic, până la apariția unei fracturi produsă de un  traumatism minim.
Este o problemă serioasă de sănătate în toată lumea, cu o incidență în creștere.
OMS a definit osteoporoza în funcție de valoarea densității minerale osoase măsurată prin metoda DXA. Scorul T indică densitatea osoasă a pacientului comparată cu densitatea minerală osoasă a subiecților de control  (sănătoși).
În consecință, OMS definește osteoporoza ca acea situație în care scorul T < - 2,5 la femeia în postmenopauză și bărbatul cu vârsta > 50 de ani. Această definiție, bazată pe valoarea scorului T, nu se aplică femeilor în premenopauză.
Scorul T normal > - 1
Osteopenia este caracterizată de valori ale scorului T cuprinse între - 1 și - 2,5.

## Fiziopatologie
Apariția și evoluția osteoporozei sunt datorate mai multor mecanisme patologice ce interacționează între ele.
În mod normal, toată viața, osul continuă să se remodeleze ca răspuns la microtraumatismele la care este supus. Remodelarea începe cu resorbția osoasă, urmată de formarea de os, ambele procese intricându-se continuu. 
Osul cortical dens diferă de osul spongios doar în privința arhitecturii, nu și a compoziției moleculare. Ambele tipuri de os au o matrice extracelulară care conține componente mineralizate și componente nemineraĺizate. Compoziția și arhitectura matricei extracelulare sunt cele care dau proprietățile mecanice ale osului.
La adult,  25% din osul trabecular este resorbit și reformat în fiecare an comparativ cu doar 3% în cazul osului cortical dens.
Resorbția osoasă este făcută de osteoclaste, celule derivate din precursori hematopoietici. Osteoblaștii, cu origine mezenchimală, sunt responsabili de formarea osului. Osteocitele sunt osteoblaști diferențiați, încastrați în osul mineralizat, implicați direct în remodelarea osoasă.
În osteoporoză, cuplul reprezentat de osteoclaști și osteoblaști nu mai este capabil să facă față microtraumatismelor ce acționează constant asupra osului trabecular. Osteoclaștii au nevoie de săptămâni ca să resoarbă osul, în timp ce osteoblaștii au nevoie de luni ca să producă os nou. Astfel, remodelarea osoasă duce cu timpul la pierderea de os.
În cursul vieții, masa osoasă are cea mai mare valoare în decada a 3-a, după care începe să descrească lent. Densitatea masei osoase este influențată de factori ereditari, de nutriție și de activitatea fizică.
În condiții fiziologice normale, resorbția și formarea osului sunt într-un echilibru bun. Osteoporoza apare atunci când echilibrul se rupe, resorbția osoasă nemaifiind urmată de o formare osoasă pe măsură. 
Pierderea de os poate fi produsă de modificarea statusului hormonal, așa cum se întâmplă în perimenopauză la femei dar și la bărbații vârstnici sau secundar unor anumite boli sau unor medicamente.
Pierderea funcției gonadale este un factor important de producere a osteoporozei. Studiile au arătat că pierderea de os la femei accelerează rapid în primii ani după menopauză. 
Deficiența de estrogeni conduce la creșterea activității osteoclaștilor. Ea se manifestă nu numai la femeile în postmenopauză dar joacă un rol și în pierderea de os la bărbații vârstnici. Osteoblaștii, osteocitele și osteclaștii au receptori pentru estrogeni.  În plus, estrogenii afectează osul indirect, prin influențarea citokinelor și a factorilor locali de creștere.
În absența estrogenilor, celulele T stimulează  dezvoltarea osteoclaștilor și actiunea lor, favorizînd osteoporoza.
Spre deosebire de pierderea de os postmenopauză care este asociată cu activitatea osteoclastică excesivă, pierderea de os ce însoțește îmbătrînirea se asociază cu declinul progresiv al proporției osteoblaștilor față de necesar.
După decada a 3-a de viață, resorbția osoasă depășește formarea de os, evoluând lent spre osteopenie și, în situații severe, spre osteoporoză. Femeile pierd după decada a 3-a până la sfârșitul vieții 30-40% din osul cortical și 50% din osul trabecular. Tot în această perioadă, bărbații pierd doar 15-20% din osul cortical și 25-30% din osul trabecular.
Homeostazia osoasă se menține cu ajutorul calciului, vitaminei D și a parathormonului. Insuficiența calciului din dietă sau alterarea absorbției intestinale datorită vârstei sau a unor boli cronice, conduce la hiperparatiroidism secundar.
Parathormonul este secretat ca răspuns la nivelul scăzut al calciului în ser. El crește resorbția calciului din oase, reduce eliminarea renală a calciului și stimulează producția renală a unei forme activă hormonal de vitamina D (1,25-dihidrovitamina D) care optimizează absorbția fosforului și a calciului.
Osteoporoza are o manifestare clinică importantă și gravă: fractura osteoporotică. Fractura poate fi produsă de un traumatism de energie joasă. Cele mai afectate oase de pierderea de masă osoasă sunt corpii vertebrali. 
Structura osoasă normală a corpilor vertebrali este osul spongios în care există trabecule osoase interconectate orizontal și vertical.
Osteoporoza nu numai că reduce masa osoasă vertebrală dar și scade interconectivitatea trabeculară, cu producerea de fracturi-tasare ale corpilor vertebrali la traumatisme minime.
Studii anatomopatologice microscopice ale corpilor vertebrali recoltați la autopsia unor femei vârstnice au arătat o prevalență foarte mare a fracturilor trabeculare, de aproximativ 250-400/corp vertebral, aflate în faze diferite de evolutie, de la fracturi recente la fracturi consolidate.
Scheletul uman este compus din componente minerale - hidroxiapatita de calciu (60%) - și componente organice - în special colagen  (40%).
În osteoporoză, oasele sunt poroase și fragile, în timp ce în osteomalacie oasele sunt ușoare. Diferența dintre ele în ceea ce privește consistența osoasă este legată de raportul componentă minerală/componentă organică.
Masa osoasă a adultului este influențată de factori prenatali și postnatali: sănătatea mamei în timpul sarcinii, greutatea copilului la naștere și greutatea copilului la vârsta de 1 an. Se știe că ritmul de creștere a copilului în primul an de viață influențează nivelul hormonului de creștere care se menține în decada a 7-a de viață. Copiii mari și cei cu creștere rapidă în primul an de viață vor avea la vârsta adultă de 65-75 ani o masă osoasă mare.

## Epidemiologie
Osteoporoza este o boală care afectează peste 40 la sută din femei și 20 la sută din bărbații cu vârste de peste 50 de ani.

## Factori de risc
Aproape oricine poate face osteoporoză, dar sunt predispuse la acest lucru mai ales persoanele de sex feminin (aprox.80% dinte pacienții cu osteoporoză sunt femei), mai ales dacă au avut deja menopauza, și chiar și mai mult dacă au avut-o înainte de vârsta de 45 de ani.
Alți factori de risc:
- vârsta înaintată (peste 50 de ani)
- rasa albă și rasa galbenă
- tratament cronic cu corticosteroizi
- aport inadecvat de calciu alimentar
- activitate fizică insuficientă
- greutate corporală prea mică, statura mică
- menarha târzie
- amenoreea
- inactivitatea fizică
- asocierea (mare) fumător, consumator de alcool
- factori genetici: istorie familială de osteoporoză

## Etiologie
Osteoporoza a fost clasificată după mai multe criterii, cele mai importante fiind localizarea la nivelul scheletului și etiologia. 
Clasificarea inițială a osteoporozei a cuprins 2 categorii: osteoporoza localizată și osteoporoza generalizată.
Acestea, la rândul lor, au fost subîmpărțite în primară și secundară.

Osteoporoza primară

Se consideră că un pacient are osteoporoză primară atunci când nu poate fi identificată o cauză de osteoporoză secundară. În această categorie sunt incluse și osteoporoza juvenilă și osteoporoza ideopatică. 
Osteoporoza primară este clasificată astfel:  
1) Osteoporoza juvenilă:  apare de regulă la copii și adulții tineri, în mod egal la ambele sexe. Funcția gonadică este normală. Vârsta afectată cu predilecție este de 8-14 ani. Semn caracteristic: debutul brusc al durerii osoase și/sau producerea unei fracturi după un traumatism minim.
2) Osteoporoza postmenopauză:  (osteoporoza tip I) : apare la femeia cu deficit de estrogeni. Favorizează de obicei fracturi ale antebrațului distal, șoldului și fracturi ale corpilor vertebrali  (fracturi-tasare). Caracteristic: faza inițială de pierdere de  os ce afectează în special osul trabecular.
3) Osteoporoza senilă:  (osteoporoza tip II)
Apare la femei dar și la bărbați din cauza diminuării cu vârsta a densității minerale osoase. Reprezintă pierderea de os asociată îmbătrînirii. Fracturile apar atât în osul cortical, cât și în cel trabecular. Cele mai frecvente localizării sunt la nivelul pumnului, șoldului și corpilor vertebrali.

Osteoporoza secundară

Osteoporoza secundară poate să apară din următoarele cauze: 
1) Genetice/congenitale: 
- hipercalciuria renală: este una dintre cele mai importante cauze de osteoporoză secundară. Poate fi tratată cu diuretice tiazidice.
- fibroza christică
- sindromul Ehlers-Danlos
- boala stocării glicogenului
- boala Gaucher
- sindromul Marfan
- osteogeneza imperfectă
- hemocromatoza
- homocistinuria
- hipercalciuria idiopatică
- porfiria
- stările hipogonadale

2) Secundară bolilor endocrine:

- sindromul Cushing
- acromegalia
- diabetul mellitus
- deficiența de estrogeni 
- hipogonadismul 
- menopauza prematură 
- hipertiroidismul
- hiperparatiroidismul

3) Secundară deficienței calciului, a vitaminei D şi a proteinelor:

- malabsorbția 
- nutriția parenterală 
- ciroza biliară primară 
- gastrectomia 
- malnutriția 
- deficiența de calciu în alimentație 
- deficiența de vitamina D 
- deficiența de magneziu 

4) Secundară bolilor inflamatorii cronice: 

- spondilita anchilozantă 
- artrita reumatoidă 
- LES 
- inflamația intestinală cronică

5) Secundară bolilor neoplazice: 

- leucemia
- limfomul 
- mielomul multiplu 
- metastazele (boala metastazantă)

6) Secundară unor medicamente administrate pe termen lung: 

- anticonvulsivante
- antipsihotice
- chimioterapice 
- furosemid 
- corticoizi (mai mult de 5 mg/zi, mai mult de 3 luni)
- heparină (termen lung) 
-litium
- inhibitori de serotonină 
- tiroxină (în doză mare şi pe termen lung)

7) Secundară unor cauze diverse: 

- alcoolismul 
- amiloidoza
- acidoza metabolică cronică 
- depresia
- emfizemul 
- insuficiența cardiacă congestivă 
- boala renală cronică 
- insuficiența hepatică 
- scolioza idiopatică 
- imobilitatea 
- scleroza multiplă 
- sarcoidoza
- transplantul de organ
- sarcina şi lactația

## Diagnostic clinic
Istoric
Trebuie avut mereu în minte că osteoporoza este adesea asimptomatică şi că debutul poate fi o fractură produsă printr-un traumatism mic.
De aceea, screening-ul populației cu risc este esențial.
În evaluarea factorilor de risc se va ține cont de vârstă (peste 50 de ani), sex (femei), rasă (albă, galbenă), greutatea redusă, talia mică, antecedente familiale de osteoporoză (în special mama), vârsta instalării menopauzei, histerectomie şi ovarectomie în antecedente, stări hipogonadale, fumat, consum de alcool, activitate fizică redusă, medicație cu acțiune secundară osteoporotică, comorbiditate încărcată, demența. 

Examenul clinic

Un pacient suspectat de osteoporoză trebuie examinat clinic complet.
Inspecția: este observată ținuta pacientului în timpul mersului şi în ortostatism. Este examinată  cifoza toracică, dacă s-a accentuat în ultima vreme. Sunt măsurate talia şi greutatea pacientului. Talia este comparată cu cea din tinerețe. Este aflată evoluția descreșterii în înălțime a pacientului.
La pacientul vârstnic sunt căutate semne care să indice un risc crescut de cădere: mersul, hipotensiunea ortostatică, slăbiciunea musculară a membrelor inferioare, vederea slabă, tulburări vestibulare (de echilibru), tulburări cognitive. 
Este făcut testul TUG.
Testul TUG (time up and go): este un test simplu care evaluează mobilitatea unei persoane, echilibrul său static şi dinamic.
Testul constă în măsurarea timpului necesar unei persoane așezată pe un scaun de a se ridica, de a merge 3 m, de a se întoarce, de a merge înapoi la scaun şi de a se aşeza.
Un timp mai mic de 10 secunde, indică un echilibru şi o mobilitate normală. 
Un timp cuprins între 11-20 de secunde, sugerează normalitate pentru pacienții foarte vârstnici şi pentru pacienții cu dizabilități.
Cei mai mulți autori consideră limita de timp de 14-15 secunde drept pragul peste care riscul de cădere cu producerea unei fracturi majore este mare. 
Un timp mai mare de 30 de secunde indică predispoziția persoanei examinate la cădere.
Testul a fost conceput inițial pentru evaluarea persoanelor vârstnice. Apoi a fost folosit şi pentru evaluarea bolnavilor cu boală Parkinson, scleroză multiplă, boală Alzheimer, boală Huntington.
Testul are o sensibilitate de 87% şi o specificitate de 85%.
Examinarea coloanei vertebrale:
Fracturile vertebrale reprezintă o componentă majoră a osteoporozei. Ele afectează corpul vertebral parțial, central sau marginal, cele marginale fiind localizate mai frecvent anterior și producând cifoza toracală caracteristică sau afectează corpul vertebral în totalitate, cu reducerea înălțimii acestuia.
Cele mai multe fracturi vertebrale sunt asimptomatice. Doar 18% dintre aceste fracturi sunt asociate cu durere.
Pacienții cu fracturi-tasare ale corpilor vertebrali au cifoză toracică accentuată şi lordoză cervicală exagerată. Acestea sunt urmate de pierderea lordozei lombare. Concomitent, talia pacientului se reduce cu fiecare episod de fractură vertebrală.
Pacienții acuză durere de spate, la nivelul toracelui mijlociu şi distal și la nivel lombar înalt.
Mişcările vertebrale accentuează durerea. Uneori, durerea de spate poate iradia spre abdomen. Durerea este însoțită adesea de spasme musculare paravertebrale, exacerbate în ortostatism şi mai ales în activitate şi este ameliorată în poziție culcată (clinostatism). Pacienții rămân uneori la pat din cauza durerii supărătoare din ortostatism.
Durerea acută, după o fractură-tasare a unui corp vertebral osteoporotic, diminuează în 4-6 săptămîni. Presiunea exercitată asupra apofizei spinoase a vertebrei fracturate produce durere vie. La fel, percuția vertebrei fracturate produce durere.
Examinararea coloanei vertebrale poate constata și o scolioză asociată.
În cazuri severe, rezultat al mai multor fracturi-tasare, pe mai mulți corpi vertebrali, durerea devine cronică. 
Examenul neurologic este esențial pentru a judeca  răsunetul modificărilor coloanei vertebrale asupra măduvei şi a nervilor periferici.
Examinarea  şoldurilor:
Fracturile șoldului se manifestă prin durere inghinală, durere anterioară de coapsă, durere medială de coapsă, cu iradiere pe partea medială a genunchiului în timpul mobilizării articulației, pasiv şi activ şi în timpul sprijinului.
Diagnosticul clinic de fractură de şold este dificil în fractura de col femural Garden 1 (fractură incompletă de col) şi fractura de col Garden 2 (fractură completă fără deplasare şi fără angulare). În aceste cazuri, pacientul acuză durere la mobilizarea şoldului şi la sprijin. 
În fracturile de col femural Garden 3 (fractură completă de col cu angulare) şi Garden 4 (fractură de col completă cu deplasare) durerea este marcată, mobilizarea produce durere atroce şi sprijinul este imposibil. 
În fracturile de col femural Garden 4, membrul inferior este rotat extern și scurtat comparativ cu membrul inferior sănătos.
În fracturile de şold pertrohanteriene, impotența funcțională a membrului inferior este totală, membrul inferior respectiv este mult rotat extern (adesea cu piciorul culcat pe planul patului) iar scurtarea este mai mare decât în fracturile de col femural Garden 4.

Examinarea sângelui este de regulă normală, iar radiografia nu poate diagnostica boala decât într-o fază avansată, de exemplu evidențiind una sau mai multe fracturi vertebrale.

## Diagnostic imagistic
Singura modalitate prin care se poate pune diagnosticul de certitudine pentru o densitate osoasă redusă este densitometria. Aceasta se poate face prin:
- tomografia computerizată cantitativă (QCT)

Este o metodă de măsurare a densității minerale osoase folosind scanarea cu raze X cu un computer tomograf a unor regiuni osoase cu o componentă importantă de os trabecular. Initial, a fost scanată coloana vertebrală lombară.
CT cantitativă a fost inventată la  Universitatea California din San Francisco în 1970 de profesorii Douglas Boyd și Harry Genant. În 1980, ei au folosit CT cantitativă pentru evaluarea coloanei vertebrale, lansând și noțiunea de "CT cantitativă" (QCT).
La început a fost folosită CT 2D convențională pentru examinarea densității minerale osoase a corpilor vertebrali lombari. Se făceau secțiuni subtiri monoplane în zona centrală a trei vertebre lombare, de obicei L1-L3.
Cu timpul, a început să fie folosită tot mai mult CT 3D care scanează rapid osul examinat prin achiziția a numeroase secțiuni, reconstituind apoi imaginea în 3 dimensiuni. Analiza mai bună a osului permite o reproductibilitate mai fidelă a modificărilor densității minerale osoase.
QCT măsoară densitatea minerală osoasă raportată la volum. Valorile obținute în urma măsurătorilor sunt exprimate în g/cm3. Această metodă nu depinde de mărimea osului. Măsurarea se face prin compararea valorilor obținute la pacientul examinat cu valori standard pentru sexul și vârsta respective și prin compararea valorilor densității minerale osoase prezente ale pacientului cu valorile obținute la evaluări QCT anterioare ale aceluiași pacient.
La nivelul coloanei vertebrale lombare, QCT măsoară densitatea minerală osoasă doar a osului trabecular din interiorul corpului vertebral. Osul trabecular are o activitate metabolică de 8 ori mai mare decât osul cortical. De aceea, el este afectat mai repede și mai mult de boală comparativ cu osul cortical. Celelalte metode de măsurare a densității minerale osoase evaluează o mixtură de os trabecular și os cortical. Modificările densității minerale osoase trabeculare la nivelul coloanei vertebrale lombare după menopauză sau după un deficit estrogenic, apar mai repede decât în orice altă regiune a scheletului, inclusiv față de modificările osoase totale (trabeculare și corticale) la nivelul coloanei. Deci QCT evidențiază cel mai devreme pierderea de os în primii ani după menopauză.
QCT măsoară densitatea minerală osoasă la nivelul coloanei, femurului proximal, humerusului proximal și al radiusului distal. Osul trabecular reprezintă 30-35% din totalul osului la nivelul coloanei vertebrale lombare, 35-50% din total la nivelul radiusului distal și 60-75% din totalul osului humerusului proximal. 
QCT poate fi folosită atât pentru adulți cât și pentru copii. La copii, măsurarea densității minerale osoase se face doar periferic (pQCT) pentru ca doza de iradiere să fie cât mai mică.
Măsurarea densității minerale osoase poate fi făcută cu un CT tomograf standard dar care este înzestrat cu un soft special dedicat QCT. CT tomografele moderne pot calcula nu numai densitatea minerală osoasă a osului trabecular dar și pe cea a osului cortical sau chiar densitatea minerală osoasă globală (trabeculară și corticală).
Timpul de examinare este de 10-15 minute iar doza medie de iradiere a pacientului este de 60 de microSv.
Datele statistice arată că doar 5% dintre evaluările densității minerale osoase sunt făcute cu QCT, cu toate că spitalele din orașele mici dispun mai degrabă de un CT tomograf, folosit de obicei pentru cazurile de traumă, decât de un aparat RMN.
Stabilirea diagnosticului de osteoporoză pe baza valorilor furnizate de QCT trebuie interpretată conform clasificării Felsenberg:
- densitate minerală osoasă spinală trabeculară normală: > 120 mg/cm3.
- osteopenie: densitate: 80-120 mg/cm3.
- osteoporoză: densitate: < 80 mg/cm3. 
- risc crescut de fractură: < 50 mg/cm3
Avantajele QCT: 
- măsurarea densității minerale osoase prin QCT la nivelul coloanei vertebrale lombare și al șoldului este mai fidelă decât DXA pentru că nu este influențată de modificările degenerative (osteoscleroză, osteofitoză), de calcificări vasculare și de alimente și medicamente ce conțin cantități semnificative de calciu. 
- QCT este cea mai bună metodă de monitorizare a turnover-ului osos și, în consecință, a eficienței tratamentului. Pierderea medie de os trabecular este de 2,6% pe an la  nivelul coloanei, mai mare decât pierderea medie globală de os (trabecular și cortical) care este de 0,8% pe an. De aceea, modificările minime ale densității minerale osoase ce pot fi măsurate de QCT, permit repetarea investigatiei la 2 ani, în timp ce tehnica DXA poate decela modificările minime ale densității doar după 3,5 ani.
- abilitatea de a separa osul cortical de osul trabecular
- evidențiază densitatea volumetrică în mg/cm3. În cele mai multe cazuri, o modificare de 8-10 mg/cm3 a densității minerale osoase este semnificativă și indică un trend evolutiv. Femeile care se află la 1-3 ani postmenopauză au o pierdere medie de 7 mg/cm3/an, la nivelul corpilor vertebrali lombari. 
- QCT are o capacitate mai bună de diagnosticare a fracturilor osteoporotice și a osteoporozei comparativ cu DXA, fapte ce fac ca QCT să devină "standardul de aur" în măsurarea densității minerale osoase.
- comparată cu metoda DXA, QCT are un preț mai mic și nu necesită injectarea unei substanțe de contrast, având o precizie comparabilă. 
Dezavantajele QCT:
Principalul dezavantaj al QTC este iradierea mai mare față de DXA.
Dozele de iradiere ale 
QCT: 
- pentru coloana vertebrală lombară,  doza medie de iradiere este de 200-300 microSv (microsieverts). Spre comparație, doza de iradiere în DXA a coloanei este de 10 microSv.
- pentru realizarea QTC la nivelul șoldului,  doza de iradiere este de 500-1000 microSv, comparativ cu 10 microSv pentru DXA de șold. Iar rezultatele au sensibilitate similară.
Indicațiile QCT:
- femeile cu vârsta peste 65 ani și bărbații cu vârsta peste 70 de ani asimptomatici 
- femeile mai tinere de 65 de ani cu factori de risc pentru osteoporoză pe baza anamnezei și a examenului clinic: deficiență estrogenică, antecedente maternale de fractură de șold după vârsta de 50 de ani,  greutate redusă (< 57 kg), istoric de amenoree de peste 1 an până la vârsta de 42 de ani.
- femeile mai tinere de 65 de ani sau bărbații mai tineri de 70 de ani care au următorii factori de risc: fumători,  pierdere de înălțime cu cifoză toracică, fracturi de pumn, șold, coloană sau de humerus proximal ce apar la traumatisme mici, corticoterapie mai mult de 3 luni, tratament cronic cu anticonvulsivante, tratament cronic cu heparină, hiperparatiroidism, sindrom Cushing, hipogonadism sau castrare de necesitate, imobilizare prelungită, insuficiență renală cronică,  malabsorbție, malnutriție, deficiență de vitamina D, alcoolism cronic, ciroză, mielom multiplu.
Societatea Internațională de Densitometrie Clinică (ISCD) consideră QCT a coloanei vertebrale ca fiind foarte valoroasă pentru diagnostic: 
- atunci când scanează coloana lombară la nivelul L1- L3.
- poate fi folosită la femeile în postmenopauză pentru prezicerea fracturilor vertebrale. Dar QCT nu poate prezice fracturile vertebrale la bărbați. De asemeni, QCT nu poate face nici o predicție despre fracturile de șold, nici în cazul bărbaților, nici al femeilor.
- poate fi folosită ca mijloc unic de identificare a pacienților care sunt candidați pentru tratamentul farmacologic, atunci când nu pot fi făcute măsurători DXA. 
- QCT a coloanei vertebrale lombare poate monitoriza răspunsul densității minerale osoase la tratamentul antiosteoporotic.
- Metoda DXA - dual energy X-ray absorbtiometry

Metoda DXA este o investigație imagistică care folosește raze X și care este folosită pentru măsurarea densității minerale osoase (DMA). Razele X sunt unde cu energie mare ce trec prin țesuturi fără să rămână în organism. Doza de radiație X în examinarea DXA este redusă, până la a 10-a parte dintr-o radiografie pulmonară simplă și chiar mai mică decât ceea ce omul primește din mediul ambiant într-o zi, astfel încât efectele adverse sunt practic neglijabile.
Aparatul DXA este alcătuit dintr-un braț pe care se găsește un generator de raze X, braț care culisează deasupra mesei de examinare pe care este așezat pacientul și un detector de raze X, aflat dedesubtul mesei, exact sub generatorul de raze X,  culisând împreună cu el. Razele X produse de generator, înainte de a ajunge la pacient, trec printr-un colimator, dispozitiv care transformă fasciculul de raze X divergent într-un fascicul îngust de raze X paralele. Fasciculul trece prin pacient, este atenuat diferit de oase și de țesuturile moi și ajunge la detectorul de raze X unde este înregistrată intensitatea radiației X.
Scanerul DXA produce două fascicule de raze X, fiecare fascicul având un nivel de energie diferit: un fascicul are o energie mai mare, celălalt, o energie mai redusă.
Cele două fascicule de energii diferite sunt atenuate ca intensitate la trecerea prin zona examinată a pacientului, atenuarea fiind determinată de grosimea și densitatea țesutului examinat. În cazul fasciculului de energie redusă, atenuarea este mai mare în os decât în țesuturile moi. În cazul fasciculului de energie mare, atenuarea osoasă este similară cu cea a țesuturilor moi.
Compararea absorbției celor două fascicule de intensități diferite permite calcularea DMO.
Diagnosticul de osteoporoză se pune prin compararea DMO a pacientului examinat cu valoarea normală a DMO a unei persoane sănătoase, în vârstă de 30 de ani și de același sex. Astfel, se obține scorul T, cel mai relevant indicator al prezenței osteoporozei și al riscului de fractură.
DMO măsurată prin metoda DXA este raportată la scorul T și la scorul Z.
Scorul T este valoarea DMO a pacientului examinat comparată cu valoarea normală a DMO a unei persoane sănătoase, în vârstă de 30 de ani și de același sex. 
Valorile scorului T:
• Scorul T normal este mai mare sau egal cu -1
• Scorul T între -1 și -2,5 indică osteopenie
• Scorul T mai mic de -2,5 indică osteoporoză
Scorul Z este valoarea DMO a pacientului examinat comparată cu valoarea normală a DMO a unei persoane sănătoase de aceeași vârstă și de același sex.
Valorile scorului Z:
• Scorul Z normal este mai mare  de -2 (adică este situat în zona a ceea ce se așteaptă la această vârstă)
• Scorul Z mai mic de -2 indică mai puțin decât se așteaptă la această vârstă
Scorul Z este folosit pentru următoarele categorii de pacienți:
- femei în premenopauză 
- bărbați mai tineri de 50 de ani 
- copii
Diagnosticul de osteoporoză în cazul acestor pacienți nu va fi bazat doar pe criterii de densitometrie.
DXA este poate cea mai bună metodă de măsurare a DMO, la nivel central (coloană lombară și șold) și periferic (1/3 distală a radiusului membrului superior non-dominant). Dar valoarea DMO explică doar 60-80% din rezistența osului și a riscului de fractură, pentru că osteoporoza înseamnă afectarea cantitativă și calitativă a osului în timpul deprivării estrogenice sau a altor boli, precum hipercorticismul sau hiperparatiroidismul primar iar metoda DXA oferă informații doar despre modificările cantitative ale osului examinat. 
Măsurarea osoasă calitativă se face cu un instrument nou, scorul osos trabecular, în engleză - TBS (trabecular bone score)
- TBS (trabecular bone score)

Acest indice a început să fie folosit din 2011 și aprobat de FDA (Food and Drug Administration) în 2012.
TBS este o metodă analitică noninvazivă bazată pe imagini DXA ale coloanei vertebrale lombare și ale femurului proximal standard. TBS nu măsoară direct microarhitectura osoasă. El este obținut prin reanalizarea imaginilor DXA ale coloanei lombare, ceea ce permite compararea cu datele existente privitoare la DMO.
TBS evaluează variația nivelurilor de gri a pixelilor unei imagini de DMO lombară. Nu este o măsurare fizică directă a microarhitecturii osoase lombare ci proiecția unei structuri în 3 dimensiuni pe o suprafață plană. 
Proiecția structurilor trabeculare dense pe o imagine plană va da un număr mare de pixeli ce au variații slabe de amplitudine între ei, în timp ce o structură trabeculară poroasă va da un număr mare de pixeli cu variații mari de amplitudine între ei.
TBS este exprimat în cifre, fără o unitate de măsură:
- TBS  > 1350 indică o textură osoasă normală
- TBS  < 1200 indică alterarea (structurii) microarhitecturii osoase, adică trabecule osoase mai puțin conectate
- 1200  < TBS < 1350 indică o microarhitectură parțial alterată
TBS este calculat plecând de la imaginea DMO lombare, măsurată pe o examinare DXA, făcută pe un aparat care are instalată și o aplicație informatică pentru determinarea TBS.
Valorile TBS diminuează cu vârsta, 
după 45 de ani. 
TBS este insensibil la tulburările degenerative (artroză, osteofite), în timp ce DMO lombară este dificil de interpretat după vârsta de 65 de ani când modificările degenerative cresc fals valoarea DMO cu aproximativ 10-15%, dând astfel rezultate false despre protecția la riscul de fractură.
Numeroase studii făcute pe femei în postmenopauză au arătat că la cele care aveau o fractură osteoporotică voloarea TBS era mai mică comparativ cu femeile fără fractură și asta independent de DMO. Deci, TBS are o valoare predictivă mai mare decât măsurarea DXA a DMO în ceea ce privește riscul de fractură osteoporotică.
- densitometria ultrasonică

Măsoară atât densitatea osoasă, cât și calitatea osului (arhitectura și elasticitatea); este practic un tip specializat de ecografie; fără a fi atât de precisă ca DEXA, metoda este utilă în evaluarea riscului de fractură, la un preț de cost mai redus și fără iradiere, dar nu poate servi la urmărirea eficienței tratamentului
Persoanele diagnosticate cu osteoporoză pot face destul de multe lucruri pentru a opri evoluția bolii și a evita fracturile:
- pot utiliza medicație specifică
- pot să-și asigure un aport adecvat de calciu și vitamina D
- pot să-și crească nivelul de activitate fizică
- pot să prevină căderile
- pot folosi protectoare de șold

## Tratament
Necesarul zilnic de Ca și vit.D
Aportul zilnic potrivit de calciu și vit.D este important pentru orice persoană, indiferent de vârstă. Dar în special la copii, până la maturarea osoasă, vit.D este un element cheie pentru sănătatea osoasă,  absorbția calciului și performanța musculară.
Asociația Americană a Endocrinologilor recomandă următoarele doze zilnice de calciu și vit.D pe categorii de vârstă: 
• calciu:
- vârsta 0 - 6 luni: 200 mg/zi
- 6 - 12 luni: 260 mg/zi
- 1 - 3 ani: 700 mg/zi
- 4 - 8 ani: 1000 mg/zi
- 9 - 18 ani : 1300 mg/zi
- 19 - 50 ani: 1000 mg/zi
- femeile > 51 ani: 1200 mg/zi
- bărbații 51 - 70 ani: 1000 mg/zi
- bărbații > 71 ani: 1200 mg/zi
• vit.D:
- vârsta 51 - 70 ani: 600 ui/zi
- vârsta > 70 ani: 800 ui/zi
- pacienții cu osteoporoză: minim 800 ui/zi
Dacă concentrația de vit. D în ser este mai mică de 32 nanograme/ml, vit. D  va fi administrată în doză mai mare (dar maximum 4000 ui/zi) pentru o perioadă scurtă de timp (1 lună), cu repetarea determinării concentrației. 
Suplimentarea dietei cu calciu și vit.D
Folosirea de suplimente de calciu include carbonatul de calciu și citratul de calciu. 
Carbonatul de calciu este recomandat ca primă opțiune de alegere pentru că se absoarbe mai bine cu mâncarea și este mai ieftin.
Vit.D este disponibilă sub formă de colecalciferol (vit.D3) și ergocalciferol (vit.D2). Vit.D activă favorizează absorbția calciului și a fosfaților în intestinul subțire, crescând astfel nivelurile serice ale calciului și fosfaților ca să realizeze mineralizarea osoasă.
Aportul suplimentar de calciu și vit.D reduce riscul de fracturi nonvertebrale și chiar vertebrale. Dozele uzuale pentru reducerea riscului de fracturi cu cel puțin 20% la persoanele > 65 ani sunt de 1000 - 1200 mg calciu/zi și > 400 ui vit.D3/zi.
Reducerea riscului de fracturi doar prin suplimentarea ingestie zilnice exclusiv cu vit.D este exclusă. Numai asocierea calciu - vit.D reduce riscul de fracturi. 

Tratament medicamentos
De obicei, nici un tratament nu poate corecta complet osteoporoza. În schimb, tratamentul instituit devreme poate preveni osteoporoza la cei mai mulți oameni.
În cazul pacienților cu osteoporoză dovedită, tratamentul medicamentos poate opri evoluția osteoporozei spre agravare.
În cazul osteoporozei secundare, va fi tratată boala primară. 
Terapia trebuie individualizată fiecărui pacient în funcție de scenariul clinic. Clinicianul va discuta cu pacientul beneficiile și riscurile tratamentului. 
Pacienții cu risc de osteoporoză, inclusiv copiii și adolescenții, vor primi un tratament preventiv, inclusiv un aport adecvat de calciu și vit.D și exerciții. Pacienții vor fi sfătuiți să evite/abandoneze fumatul și alcoolul.
Pacienții care urmează un tratament cu glucocorticoizi pentru boli asociate trebuie protejați prin folosirea dozei minim eficientă de corticoizi și oprirea administrării lor cât mai repede posibil. Recomandarea Colegiului American de Reumatologie din 2017 este ca tratamentul cu corticoizi să fie însoțit de suplimentarea cu calciu și vitamina D atunci când este folosit prednison în doză > 2,5 mg/zi, pentru > de 3 luni.
Bifosfonații
Sunt medicamentele cele mai folosite în tratamentul osteoporozei.
1) Alendronatul: (Fosamax)
Indicații: 
- osteoporoza bărbaților: Fosamax 70 mg odată, per os, o dată pe săptămână.
- osteoporoza postmenopauză la femei:
• pentru prevenție: Fosamax 35 mg, per os, o dată pe săptămână. 
• pentru tratament: Fosamax 70 mg odată, per os, o dată pe săptămână 
- osteoporoza indusă de corticoterapie: atât la femei, cât și la bărbați: Fosamax 35 mg odată, per os, o dată pe săptămână.
- boala Paget: Fosamax 35 mg, per os, în fiecare zi, timp de 6 luni.
Studiile au demonstrat că alendronatul crește densitatea minerală osoasă la femeile în postmenopauză și reduce rata fracturilor vertebrale, ale șoldului și ale pumnului cu 50%.
În insuficiența renală cronică moderată (clearence la creatinina de 35-60 ml/min) nu este necesară ajustarea dozei de alendronat.
În insuficiența renală severă (clearence la creatinina < 35 ml/min) este contraindicată folosirea lui.
Reacții adverse:
- dureri musculoscheletale: (apar la 2-4% din cazuri)
- durere abdominală (2-4%)
- dispepsie (2,5-3%)
- balonare (2,5-3%)
- grețuri (2-3%)
- afectări esofagiene: (1,5-2%) regurgitări acide, esofagite, ulcer esofagian, structuri esofagiene 
- constipație (1-1,5%)
- reacții alergice: (1 5%) prurit, urticarie, angioedem, alopecie
- conjunctivite, uveite, episclerite
- risc de fracturi atipice subtrohanteriene și de dializă femural
- osteonecroza maxilară și în special mandibulară, spontan dar mai frecvent asociată extracțiilor dentare și/sau infecției.
Contraindicații: 
- hipersensibilitatea
- hipocalcemia
- anomalii esofagiene (stricturi)
2) Risedronatul: (Actonel - Actavis, Osodens - Terapia SA, Lovine 35 mg - Antibiotice SA, Risedronat sodic Zentiva 35 mg - Zentiva SA)
Indicații: 
- osteoporoza la bărbați: 35 mg per os, o dată/săptămână 
- osteoporoza postmenopauză: (preventiv și tratament), 35 mg per os, o dată/săptămână 
- osteoporoza indusă de corticoterapie: 5 mg/zi, per os
- boală Paget: 30 mg/zi per os, cu monitorizarea fostatazei alcaline
După 3 ani de tratament, risedronatul reduce numărul fracturilor vertebrale cu 41% și cel al fracturilor nevertebrale, cu 39%.
Precauții:
- în insuficiența renală cronică ușoară-moderată (clearence-ul la creatinina > 30 ml/min) nu este necesară modificarea dozei.
- în insuficiența renală cronică severă (clearence-ul la creatinina < 30 ml/min) este contraindicată folosirea risedronatului. 
- în insuficiența hepatică nu este necesară ajustarea dozei pentru că risedronatul nu este metabolizat hepatic.
Reacții adverse: (frecvență)
- artralgii (20-30%)
- diaree (10-20%)
- cefalee (10-20%)
- grețuri (5-13%)
- constipație (5-13%)
- durere abdominală (4-12%)
- rash cutanat (8-11%)
- HTA (10%)
- dispepsie (5-10%)
- depresie (7%)
- rinite, faringite (6%)
- hiperplazie prostatică (5%)
- hipocalcemie (4-5%)
- gastrită (3%)
- fractură subtrohanteriană sau de dializă femurală (<1%)
- ulcer esofagian 
- ulcer gastric și/sau duodenal
- osteonecroză maxilară și mandibulară 
- uveite, irite
Contraindicații:
- hipersensibilitatea 
- hipocalcemia
- anomalii esofagiene (stricturi)
3) Ibandronatul/Acidul ibandronic:
- Ibandronatul: medicamente:
Bonviva: există sub 2 forme: 
• Bonviva cpr. film. a 150 mg ibandronat sodic. Cutie × 1 blister × 1cpr. Doză: 1 cpr o dată pe lună, per os.
• Bonviva sol. Inj. 3 mg/3 ml ibandronat sodic. Cutie × 1 seringă preumplută × 3 mg/ml.
Doză: 1 seringă preumplută o dată pe lună, inj. iv
- Acidul ibandronic: medicamente:
• Osagrand: (Zentiva) cpr. film. a 150 mg. Cutie × 1 blister × 1 cpr. Doză: 1 cpr o dată pe lună, per os.
• Osagrand: (Zentiva) sol. inj. 3 mg/3 ml. Cutie × 1 fiolă cu 3 mg/3 ml. Doză: 1 fiolă o dată la 3 luni, inj. iv. 
• Ossica: (Gedeon-Richter: cpr. film. a 150 mg. Cutie × 1 blister × 1 cpr. Doză: 1 cpr o dată pe lună, per os.
• Ossica 3 mg: (Gedeon-Richter): sol. inj. în seringă preumplută 3 mg/3 ml. Doză: 1 seringă preumplută o dată la 3 luni, inj. iv.
• Acid ibandronicum: (Sandoz): cpr. film. a 150 mg. Cutie × 1 blister × 1 cpr. Doză: 1 cpr o dată pe lună, per os.
Ibandronatul/acidul ibandronic inhibă resorbția osoasă prin inhibarea activității osteoclaștilor.
Indicațiile ibandronatului/acidului ibandronic:
- prevenirea și tratamentul osteoporozei femeilor în postmenopauză pentru medicamentele cu administrare orală și doar tratamentul osteoporozei, pentru cele injectabile iv. Forma intravenoasă este o bună alternativă de tratament pentru pacienții intoleranți la bifosfonații orali.
Dar ibandronatul/acidul ibandronic nu și-a dovedit încă eficacitatea în fracturile nonvertebrale.
Reacții adverse:
- stare febrilă cu fenomene de infecție a căilor respiratorii superioare (32%)
- durere de spate (14%)
- dispepsie (12%)
- bronșite (10%)
- astenie
- mialgii
- durere de dinți (6%)
- diaree
- hipocalcemie (ibandronatul, ca de altfel toți bifosfonații, se iau doar împreună cu vit.D și calciu, bineînțeles nu în același moment)
- hipersensibilitate (rară, de la rash la reacție anafilactică)
- osteonecoză maxilară/mandibulară, rară, după tratament îndelungat
Contraindicații:
- hipersensibilitate 
- hipocalcemie necorectată
- anomalii esofagiene (stricturi)
- insuficiența renală, cu clearence la creatinina < 30 ml/min
Ibandronatul/acidul ibandronic nu este metabolizat. Este eliminat prin urină (60%) și prin fecale (40%).
4) Acidul zolendronic: 
Medicamente:
• Acid zolendronic: (Terapia SA): flacon a 5 ml, cu 4 mg/5 ml, cutie × 1 flacon de 5 ml, inj. i.v. lent (> 15 min)
• Aclasta: (Novartis): flacon a 100 ml, cu 5 mg acid zolendronic, cutie × 1 flacon de 100 ml, inj. i.v. lent (> 15 min)
• Zerlinda: (Actavis): flacon a 100 ml, cu 4 mg acid zolendronic,  cutie × 1 flacon a 100 ml, inj. i.v. lent (> 15 min)
Indicații:
- profilaxia și tratamentul osteoporozei la femeile în postmenopauză: 
• profilaxia osteoporozei postmenopauză: 5 mg inj iv lent ( > 15 min), o dată la 2 ani
• tratamentul osteoporozei postmenopauză: 5 mg inj iv lent ( > 15 min), o dată pe an
- tratamentul osteoporozei bărbaților: 5 mg inj iv lent ( > 15 min), o dată pe an 
- tratamentul osteoporozei la cei ce fac corticoterapie pe termen lung: 5 mg inj iv lent ( > 15 min), o dată pe an
- tratamentul bolii Paget la adulți: 5 mg inj iv lent ( > 15 min), a dată pe an
- tratamentul hipercalcemiei din bolile maligne: 4 mg (nu mai mult) inj iv lent ( > 15 min). Pot fi administrate încă 4 mg, doar după 7 zile, după monitorizarea calciului seric.
- tratamentul mielomului multiplu și a metastazelor osoase date de alte tumori maligne: 4 mg inj iv lent ( > 15 min), o dată la 3-4 săptămîni. 
Modificări ale dozelor:
- insuficiența renală:
• dacă clearence-ul la creatinină > 35 ml/min, nu este necesară modificarea dozei
• dacă clearence-ul la creatinina  < 35 ml/min, este contraindicat tratamentul cu acid zolendronic 
- insuficiența hepatică: nu este necesară modificarea dozei 
Acidul zolendronic este cel mai puternic bifosfonat. După un tratament cu durata de 3 ani, el reduce incidența fracturilor vertebrale cu 70%, a fracturilor de șold cu 41% și a altor fracturi nonvertebrale cu 25% la femeile în postmenopauză. 
Reacții adverse ( frecvență): 
- durere osoasă (55%)
- greață (30-45%)
- febră (35-45%)
- oboseală (35-40%)
- vomă (20-35%)
- constipație (30%)
- anemie (25-30%)
- dispnee (20-25%)
- diaree (17-20%)
- anorexie (15-20%)
- artralgii (15-20%)
- insomnie (15%)
- anxietate (13%)
- hipofosfatemie (13%)
- hipopotasemie (12%)
- hipomagneziemie (11%)
- hipotensiune (11%)
- hipersensibilitate: rash (11%), bronhocontricție, angioedem, sindrom Steven-Johnson
- inflamații oculare (uveite, conjunctivite, irite, episclerite, inflamație orbitală)
- osteonecroză maxilară și mandibulară (foarte rară)
- fracturi femurale atipice subtrohanteriene și diafizare femurale (foarte rare)
Contraindicații:
- hipersensibilitatea 
- insuficiența renală severă (clearence-ul la creatinină < 35 ml/min)
- hipocalcemia
- sarcina (date insuficiente)
Durata tratamentului cu bifosfonați:
Încă nu sunt adunate date suficiente care să indice durata optimă a tratamentului cu
bifosfonați având în vedere complicațiile redutabile, dar foarte rare din fericire (0,13% dintre cei tratați timp de 1 an și 0,22% după 2 ani de tratament): necroza osoasă maxilară/mandibulară și fracturile atipice ale 
femurului, subtrohanterice și diafizare. Cei mai mulți clinicieni consideră că este
necesară o vacanță terapeutică după 5 ani de tratament cu bifosfonați, chiar și în 
cazul pacienților fără fracturi. După această vacanță terapeutică, tratamentul va fi reluat pentru încă 5 ani. Pentru acidul
zolendronic, vacanța terapeutică va fi luată după 3 ani de tratament. 
În 2016, Societatea americană pentru studiul mineralizării osoase a publicat un ghid de 
tratament de lungă durată cu bifosfonați care include următoarele recomandări:
- după 5 ani de tratament cu bifosfonați oral și 3 ani de tratament cu bifosfonați inj iv, 
pacientul va fi reevaluat pentru cunoașterea riscului de fracturi atipice și de necroza
maxilară/mandibulară.
- pentru femeile cu risc crescut de fracturi (femei vârstnice, femei cu scor T al șoldului 
scăzut, femei cu fracturi osteoporotice majore în antecedente), tratamentul cu bifosfonați va fi continuat mai mult de 10 ani pentru 
medicamentele administrate oral și 6 ani pentru medicamentele administrate inj iv, cu reevaluare periodică.
- pentru femeile care nu au un risc mare de fracturi, tratamentul cu bifosfonați va 
dura 3-5 ani, apoi va fi luată o vacanță terapeutică de 2-3 ani.
- riscul fracturilor femurale atipice dar nu și necroza osoasă maxilară/mandibulară, crește evident odată cu creșterea duratei terapiei cu bifosfonați. Acest risc este totuși foarte rar și este compensat de reducerea riscului de fracturi vertebrale.
Durata tratamentului cu bifosfonați va fi totuși individualizată fiecărui pacient în funcție de evoluția densității mineralizării osoase, monitorizată permanent. Tratamentul va fi reluat în momentul în care densitatea osoasă scade substanțial. 
Modulatorii selectivi ai receptorilor de estrogeni (MSRE)
Modulatorii selectivi ai receptorilor de estrogeni (MSRE) sunt medicamente care produc efectele benefice ale estrogenilor dar cu efecte secundare mai puține. Aceste substanțe acționează selectiv ca 
agoniști ai estrogenilor pe unii receptori stimulați de estrogeni și selectiv ca antagoniști ai estrogenilor asupra altor receptori pentru estrogeni, în funcție de sistemul de organe.
Acțiune:
- acțiune agonistă estrogenilor la nivelul osului unde diminuează resorbția osoasă prin acțiunea 
asupra receptorilor pentru estrogeni. Astfel, MSRE reduce cu 35% riscul de fracturi vertebrale la femeile cu osteoporoză. 
- acțiune parțial agonistă estrogenilor asupra 
metabolismului colesterolului: scade LDH-colesterolul
- acțiune antagonistă estrogenilor la nivelul 
țesuturilor uterin și mamar.
Medicamente:
• Evista: (Eli Lilly); cpr filmate cu 60 mg clorhidrat de raloxifen; cutie cu 1, 2 sau 6 blistere a 14 cpr fiecare; doză: 1 cpr filmat (60 mg de clorhidrat de raloxifen) în fiecare zi, adm oral în orice moment al zilei, indiferent de orarul meselor, pe termen lung. La femeile cu aport alimentar scăzut, este recomandată suplimentarea cu calciu și vit D.
• Raloxifen: (Arena Group SA)
cpr filmate cu 60 mg clorhidrat de raloxifen; cutie × 1, 2 sau 6 blistere; 1 blister × 14 cpr fimate. doză: 1 cpr filmat pe zi, adm oral, în orice moment al zilei, indiferent de orarul meselor, timp îndelungat. La vârstnici, nu este necesară modificarea dozei.
Indicații: 
profilaxia și tratamentul osteoporozei la femeile tinere în postmenopauză, fără osteoporoză severă. Tratamentul cu raloxifen reduce cu 35% riscul fracturilor vertebrale dar nu și a celor de șold.
Raloxifenul este destinat utilizării pe termen lung. 
Contraindicații: 
- femeile cu potențial fertil
- evenimente tromboembolice venoase în antecedente 
- hipersensibilitatea la raloxifen 
- hemoragii uterine de origine necunoscută
- insuficiența renală severă
- insuficiența hepatică 
- femeile cu cancer endometrial și cu cancer mamar. Tratamentul cu raloxifen va putea fi folosit doar după terminarea tratamentului cancerului, inclusiv a terapiei adjuvante.
Reacții adverse:
- crește riscul evenimentelor tromboembolice (frecvență: 0,7%): tromboza venoasă profundă, embolia pulmonară, tromboza venoasă retiniană. De aceea, 
administrarea raloxifenului trebuie întreruptă în cazul
unor boli sau situații care impun o perioadă de imobilizare. 
- poate să crească semnificativ trigliceridemia 
- bufeuri
- crampe la nivelul membrelor inferioare 
- trombocitopenie
- greață, vărsături, durere abdominală (rar)
- creșterea TA
- cefalee
Metabolizare:
Raloxifenul se absoarbe rapid după administrarea orală, în proporție de 80% din doză. Este legat de proteinele plasmatice (98-99%) și distribuit rapid
în tot organismul.
Timp de înjumătățire de 24 de ore.
Este metabolizat hepatic.
Excreție în cea mai mare parte prin fecale (94%) și puțin prin urină (6%).
Analogii hormonului paratiroidian
Teriparatidul: este un analog al hormonului paratiroidian uman endogen, obținut prin utilizarea tehnologiei recombinării ADN.
Hormonul paratiroidian endogen (PTH) are 84 de aminoacizi. 
Teriparatidul este fragmentul activ, identic cu secvența terminală de 34 de aminoacizi a PTH-ului endogen. El este produs de E. coli prin inginerie
genetică și acționează ca un 
agent anabolic similar PTH: stimulează direct osteoblaștii, crește absorbția intestinală de calciu și amplifică resorbția tubulară de calciu și excreția de fosfat de către rinichi.
Medicamente:
Teriparatid (Forsteo, Eli Lilly): sol.inj. 20 micrograme/80 microlitrii de soluție injectabilă; cutie × 1 stilou injector preumplut cu 20 micrograme teriparatid; doză: 20 micrograme o dată pe zi, inj subcutanat abdominal sau coapsă.
Durata tratamentului cu teriparatid nu trebuie să 
depășească 24 de luni. Un om poate primi în cursul vieții o singură cură de tratament cu teriparatid, de 24 de luni, din cauza riscului crescut de osteosarcom, conform studiilor pe animale dar încă nestudiat pe om.
Pacienții trebuie să primească suplimente de calciu și vit. D dacă aportul alimentar este inadecvat. De aceea, înaintea începerii tratamentului cu teriparatid, vor fi măsurate nivelul seric al calciului și vit. D.
Acțiune:
Hormonul paratiroidian endogen (PTH) este regulatorul principal al metabolismului calciului și fosfatului la nivel osos și renal. 
Teriparatidul stimulează mult anabolismul osos, cu creșterea
masei osoase cu până la 13% după un tratament de 24 de luni, la nivelul coloanei vertebrale și într-un grad mai mic la nivelul șoldurilor.
El reduce semnificativ incidența fracturilor vertebrale și
nonvertebrale dar nu și a fracturilor de șold.
Indicații:
- osteoporoza severă a femeilor și a bărbaților cu risc înalt de fracturi. În aceste cazuri este indicată începerea tratamentului cu teriparatid pentru o perioadă maximă de 24 de luni, urmat de terapia cu bifosfonați. 
- osteoporoza femeilor și bărbaților care nu tolerează 
terapia cu bifosfonați sau care nu răspund la această terapie.
- osteoporoza femeilor și bărbaților  cu osteoporoză 
secundară corticoterapiei.
Contraindicații:
- hipercalcemia preexistentă 
- insuficiența renală moderată și severă
- antecedente de malignități osoase și metastaze osoase
- boala Paget 
- niveluri crescute de fosfatază alcalină, neexplicate încă
- radioterapie anterioară a scheletului 
- copii și tineri cu epifizele încă deschise
- sarcina 
Reacții adverse:
- crește concentrația serică a acidului uric. Prudență la pacienții cu deficit renal moderat.
- oboseală, astenie
- durere toracică
- cefalee 
- amețeli
- dureri musculare și ale membrelor 
- depresie
- greață, vărsături 
- hernie hiatală
- boală de reflux gastro-esofagian
- hipercolesterolemie
- hipersudorație
- manifestări locale tranzitorii la locul injectării: eritem, edem, durere, prurit și sângerări minore
Denosumab-ul
Denosumab este un anticorp monoclonal IgG2 umanoid (o proteină), produs pe o linie celulară de mamifere, prin tehnologia ADN-ului recombinat. El a fost conceput ca să
recunoască și să se lege cu mare afinitate și specificitate de o structură specifică (antigen), numită RANKL (receptor activator al factorului nuclear kappa B). Astfel, denosumab blochează activarea receptorilor RANK de pe suprafața precursorilor osteoclaștlor și de pe suprafața osteoclaștilor, împiedicând formarea, funcția și supraviețuirea osteoclaștilor și, în consecință, reducând resorbția osoasă, atât la nivelul osului cortical, cât și a celui trabecular.
La pacienții tratați cu denosumab timp de 9-10 ani, densitatea minerală osoasă a crescut cu 22% la nivelul coloanei vertebrale lombare, cu 10% la nivelul șoldului, cu 13% la nivelul trohanterului și cu 3% la nivelul 1/3 distale a radiusului. Efectul se menține 18 luni după oprirea terapiei cu denosumab. Apoi, densitatea minerală osoasă începe să scadă din nou.  
Medicamente:
1) Prolia, (Amgen Europe): sol inj 60 mg/ml, cutie × 1 seringă preumplută cu 1 ml; doză: 60 mg (1ml) inj subcutanat 1 dată la fiecare 6 luni
2) XGeva, (Amgen Europe): sol inj 70 mg/ml, cutie × 1 seringă preumplută cu 1,7 ml 
Indicații:
- tratamentul osteoporozei femeilor în postmenopauză cu risc crescut de fracturi. Denosumab reduce semnificativ (cu 50%) riscul de fracturi vertebrale, de șold (cu 40%) și nonvertebrale (cu 30%).
- tratamentul osteoporozei bărbaților cu risc crescut de fracturi care au fost supuși terapiei deprivative de androgeni, ca tratament al cancerului de prostată și la femeile care au primit ca tratament adjuvant în terapia cancerului de sân, tratamenrul cu inhibitor de aromatoză.
- tratamentul osteoporozei secundare corticoterapiei pentru femeile și bărbații cu risc mare de fracturi care urmează tratament sistemic cu glucocorticoizi în doză zilnică de 7,5 mg sau mai mare de prednison și care trebuie să urmeze tratamentul minim 6 luni. Mai multe studii au arătat că denosumabul este mai eficient decât risedronatul pentru creșterea densității mineralizării osoase la nivelul coloanei vertebrale lombare la acești pacienți. 
- tratamentul osteoporozei pacienților cu risc crescut de fracturi care nu tolerează altă terapie antiosteoporotică sau la care terapia folosită nu a dat rezultate..
- tratamentul osteoporozei pacienților cu boli inflamatorii autoimune, precum colitele ulcerative, la care denosumab este terapia de primă linie pentru creșterea densității masei osoase.
Contraindicații:
- hipersensibilitatea la denosumab 
- hipocalcemia. De aceea, este recomandată măsurarea concentrației serice a calciului înainte de administrarea fiecărei doze de denosumab și la 2 săptămîni după administrarea ei iar pe perioada tratamentului  cu denosumab pacienții vor primi calciu și vit.D.
- sarcina
- copiii < 18 ani
- osteonecroza maxilară și orice leziuni deschise
din cavitatea bucală. De aceea, înaintea administrării denosumab este recomandată examinarea cavității bucale de către stomatolog.
Reacții adverse:
- dureri ale extremităților (foarte frecvent)
- infecții ale căilor urinare (frecvent)
- infecții ale căilor respiratorii superioare (frecvent)
- constipație (frecvent)
- erupții cutanate tranzitorii (frecvent)
- cataractă (frecvent)
- infecții ale urechii (frecvență medie)
- hipocalcemie (foarte rar). De aceea, tratamentul 
cu denosumab trebuie însoțit de tratamentul cu calciu și vit.D. 
- hipersensibilitate (foarte rar): urticarie, edem facial, erupție eritematoasă, reacție anafilactică.
Farmacodinamică:
- după administrarea subcutanat a unei doze 
de 60 mg de denosumab, concentrația plasmatică maximă este atinsă după aproximativ 10 zile.
- denosumab nu este metabolizat hepatic
- eliminare prin urină, cu înjumătățirea concentrației plasmatice la aproximativ 30 de zile (10-52 zile).
Calcitonina
Calcitonina umană este un hormon peptidic, format din 32 de aminoacizi, secretat de celulele parafoliculare C din glanda tiroidă. 
Calcitonina are rol important în menținerea echilibrului calciului în organismul uman, alături de parathormonul secretat de glandele paratiroide. În timp ce parathormonul crește nivelul calciului în sănge, calcitonina îl scade.
Deci, principala acțiune a calcitoninei este scăderea concentrației plasmatice a calciului prin trei mecanisme:
- inhibă activitatea osteoclastelor, adică inhibă direct resorbția osoasă osteoclastică și reduce astfel cantitatea de calciu care ajunge în sânge. 
- inhibă resorbția calciului la nivel tubular renal, crescând eliminarea lui prin urină.
- crește absorbția calciului la nivelul intestinului
Secreția calcitoninei este reglată de concentrația de calciu ionizat din plasmă: creșterea calciului ionizat determină creșterea secreției tiroidiene de calcitonină.
În practica medicală a fost folosită calcitonina de somon. Ea are o activitate de 20 de ori mai puternică decât cea umană.
Formele terapeutice folosite, au fost:
- forma injectabilă subcutanat (folosită mai rar)
- forma intranazală: prezentată sub formă unui spray. Dozarea a fost concepută ca să fie administrat zilnic un puf intranazal care să asigure 200 ui de calcitonină.
ATENȚIONARE! EMA - Agenția Europeană a Medicamentului, a finalizat recent o evaluare a beneficiilor și riscurilor
asociate tratamentului cu calcitonină, concluzionând că studii clinice controlate au evidențiat existența unui risc crescut de apariție a neoplaziilor după administrarea 
pe termen lung a calcitoninei.
Rata de apariție a neoplaziilor a fost de 2,4% în cazul administrării nazale. În urma acestor date, calcitonina sub formă de spray pentru administrare nazală a fost scoasă de pe piață. Calcitonina disponibilă va fi doar cea administrată inj subcutanat.
Tratamentul cu calcitonină trebuie limitat la cea mai
scurtă durată de administrare posibilă și în doză minim eficace.
Singurele Indicații de folosire a calcitoninei, în care beneficiile continuă să depășească riscurile, cu tratament pe termen scurt, sunt următoarele:
- boala Paget, numai în cazul pacienților care nu răspund
sau care au contraindicații la alte tratamente (insuficiența
renală severă). Tratamentul trebuie limitat la o durată maximă de 3 luni.
- hipercalcemia de etiologie malignă
Medicamente:
- Nylex (Proel E. P. Coronis SA, Grecia): sol inj de calcitonină de somon 100 ui/ml; administrare inj subcutanat sau im, fiole a 1 ml cu 100 ui calcitonină de somon; cutie × 5 fiole;
- Miacalcic (Novartis): soluție inj de calcitonină sintetică de somon 50 ui/ml; fiole a 1 ml cu 50 ui de calcitonină; administrare inj subcutanat sau im; cutie × 5 fiole; 
Doză: 
- boala Paget: 100 ui pe zi, inițial, apoi 50 ui pe zi sau 100 ui de 3 ori pe săptămână, maxim 3 luni; 
- hipercalcemia de etiologie malignă: 5-10 ui/kg/zi.
Terapiei cu calcitonină trebuie
să i se asocieze administrarea de calciu și vit D.
Contraindicații: 
- hipersensibilitatea. Se poate ajunge chiar la șoc anafilactic.
Reacții adverse:
- reacții inflamatorii locale la locul de injectare
- grețuri, vărsături 
- frisoane (rar)
- transpirații
- amețeală 
- eritem facial discret, însoțit de senzația de căldură
Farmacodinamică:
- după administrarea inj sc sau im, biodisponibilitatea calcitoninei este de 70%
- concentrația maximă în plasmă este obținută după 1 oră de la administrare 
- timpul de înjumătățire plasmatică este de 90 de minute
- calcitonina nu este metabolizată și este eliminată renal în proporție de 95%.
Terapia de substituție hormonală (TSH)
TSH a fost considerată în trecut ca primă linie de tratament pentru prevenirea și tratarea osteoporozei la femeia în postmenopauză. În ultimii ani, 
TRH nu mai este recomandată pentru tratamentul 
osteoporozei ci doar pentru controlul unor simptome postmenopauză.
Datele clinice au dovedit că TSH nu reduce riscul fracturilor osteoporotice la femeia în postmenopauză  și că pacienta ar fi supusă doar efectelor adverse ale terapiei cu estrogeni (tromboze venoase cu accidente
embolice, AVC) sau a terapiei combinate estrogeni-progesteron (cancer de sân, infarct miocardic, AVC, trombo-embolii).

Aportul de calciu și vitamina D

Calciul este necesar pentru edificarea osului. Un aport generos de calciu nu este suficient pentru a preveni osteoporoza. Aportul inadecvat de calciu poate însă accentua tendința de demineralizare a osului. Pentru absorbția calciului și fixarea sa în os, este necesară vitamina D. Un adult are nevoie zilnic de 1000-1500 mg calciu și 400-800 UI vitamina D. Dacă aportul alimentar de calciu și vitamina D este insuficient, se indică utilizarea unui supliment nutritiv. Recomandabil 1000 mg calciu/zi la persoanele sub 50 de ani și 1200 mg calciu/ziua persoanelor de peste 50 de ani. Vitamina D 51-70 de ani 400 UI/zi si la varstnicii peste 70 ani 600 UI/zi. Daca absorbția este inefecienta se administreaza tratament adjuvant cu bifosfonați.(Epidemiology, Diagnosis Prevention and Management of Osteoporotic Fractures Kenneth A. Egol, MD NYU-Hospital For Joint Diseases Created March 2004; Revised May 2006)

## Activitatea fizică
Nu orice tip de activitate fizică protejează față de osteoporoză - munca depusă acasă sau la serviciu este de regulă ineficientă. Activitățile fizice care protejează față de osteoporoză sunt cele de tip "portant" sau "de impact" - baschet, volei, jogging, aerobic, săritul corzii, mersul rapid. Aceste exerciții trebuie adaptate posibilităților fiecărui individ în parte și efectuate sistematic.

## Medicație specifică
Înainte de a folosi oricare din medicamentele de mai jos, trebuie consultat un medic pentru a lămuri avantajele și riscurile fiecăruia dintre ele.
- substituția hormonală - în principal are indicație la femeile aflate la menopauză, care au simptome specifice acestei perioade
- modulatorii selectivi de receptori estrogenici (raloxifen, bazedoxifen) - cresc densitatea minerală osoasă și reduc riscul de fractură vertebrală
- bifosfonații - cresc densitatea minerală osoasă și reduc riscul de fractură vertebrală, de radius și de șold
- calcitonina - nu reduce riscul de fractură, dar poate fi utilă la pacienții cu fracturi vertebrale dureroase
- denosumab - un anticorp monoclonal anti-RANKL
- parathormonul și teriparatida - introduși recent în tratamentul osteoporozei, au rol anabolizant

## Prevenirea căderilor și protectoarele de șold
Aceste metode se adresează mai mult vârstnicilor și urmăresc rezolvareaa problemelor legate de: 
- iluminat: insuficient, întrerupătoare inaccesibile, lipsa iluminatului "de veghe"
- podele și holuri: obstrucționări, obiecte plasate pe jos, podele alunecoase, covoare mobile, uzate sau "cu urechi", praguri
- baie și bucătărie: lipsa mânerelor, cabină de duș sau vană inaccesibile, podea udă
- scări interioare: balustrade instabile sau cu priză inadecvată, trepte alunecoase sau deteriorate
- mobilier: scaune prea joase, fără sprijin pentru coate, pat prea jos sau prea înalt
- acces: rafturi prea joase sau prea înalte

Persoanele vârstnice trebuie să rezolve acele probleme medicale care determină căderi, cum ar fi cele legate de acuitatea vizuală, tensiunea arterială, spondiloza cervicală, etc.
Activitatea fizică, efectuată în mod adecvat, este benefică și pentru vârstnici - prin menținerea tonusului muscular se reduce riscul de cădere.
Protectoarele de șold reprezintă practic niște pernițe din burete care amortizează impactul la acest nivel. Nu sunt foarte populare din motive estetice și de confort, dar s-a demonstrat că sunt eficiente pentru prevenirea fracturilor de șold.
Problema osteoporozei trebuie discutată în primul rând cu medicul de familie. Acesta poate evalua riscul de osteoporoză și, în plus, recomandarea sa este necesară pentru densitometrie DEXA sau densitometrie ultrasonică. Examinarea trebuie însă efectuată de personal calificat, cu un aparat calibrat corespunzător. Nu mai puțin important, rezultatul examinării trebuie interpretat de un medic cu experiență în densitometrie.

## Prevenirea osteoporozei
Indiferent de sex și vârstă, osteoporoza poate fi prevenită printr-o activitate fizică adecvată și un aport de calciu corespunzător.